# Мерете Баллінґ-Стокман
Мерете Баллінґ-Стокман (дан. Merete Balling-Stockmann; нар. 10 грудня 1970) — колишня данська тенісистка.
Найвищу одиночну позицію світового рейтингу — 440 місце досягла 11 березня 1991, парну — 273 місце — 23 вересня 1991 року.
Здобула 4 парні титули.

## Фінали ITF

### Парний розряд: 7 (4–3)
| Результат | Ранг | Дата             | Турнір                    | Покриття | Партнерка         | Суперниці                            | Рахунок       |
| --------- | ---- | ---------------- | ------------------------- | -------- | ----------------- | ------------------------------------ | ------------- |
| Перемога  | 1.   | 5 листопада 1989 | Мекнес, Марокко           | Ґрунт    | Пернілла Соренсен | Мая Палавершич Надін Ерцегович       | 6–1, 2–6, 6–4 |
| Перемога  | 2.   | 19 лютого 1990   | Герсгольм, Данія          | Килим    | Пернілла Соренсен | Амі ван Бюрен Габі Горенгель         | 6–4, 4–6, 7–5 |
| Поразка   | 1.   | 27 січня 1991    | Берген, Норвегія          | Килим    | Наталі Чан        | Магдалена Фейстель Амі Єнссон Роголт | 2–6, 2–6      |
| Поразка   | 2.   | 3 лютого 1991    | Дандерюд (комуна), Швеція | Килим    | Наталі Чан        | Анке Мархль Дорієн Вамелінк          | 4–6, 4–6      |
| Перемога  | 3.   | 17 лютого 1991   | Лісабон, Португалія       | Ґрунт    | Софі Альбінус     | Клара Благова Моніка Кратохвілова    | 6–4, 6–4      |
| Перемога  | 4.   | 24 березня 1991  | Бол, Югославія            | Ґрунт    | Софі Альбінус     | Івона Хорват Ева Мартінцова          | 6–2, 6–3      |
| Поразка   | 3.   | 28 квітня 1991   | Брекнелл, Велика Британія | Тверде   | Лінн Нейборс      | Барбара Гріффітс Елізма Нортьє       | 3–6, 2–6      |